# André Pelletan
Pour les articles homonymes, voir Pelletan.
Adolphe André Pelletan né le 15 décembre 1848 à Paris et mort le 9 août 1910 à Jougne est un scientifique français, fils, frère et beau-père des hommes politiques républicains Eugène Pelletan (1813-1884), Camille Pelletan (1846-1915) et Georges Bonnet (1889-1973).

## Biographie
Issu d'un milieu républicain, il intègre l'École polytechnique (promotion 1868) et l'École des Mines (promotion 1874).
Professeur d'analyse et de géométrie descriptive à l'École des mines à partir de 1879. Auteur d'un important traité de topographie, il devient sous-directeur de l'École des mines en 1901. Il présente des projets de réorganisation de l'École des mines et de Polytechnique qui s'inscrivent dans le courant réformateur, républicain et démocrate qui, au tournant des XIXe et XXe siècles dénonce la sclérose  des grandes écoles d'ingénieurs, dont les anciens élèves monopolisent les postes dans l'industrie et l'administration, alors même que le manque de spécialisation de l'enseignement qu'ils ont reçu et son caractère par trop déductif les rendraient inaptes à répondre aux besoins de l'industrie moderne. « Les vrais amis de l'École [polytechnique] ne  sont pas ceux qui lui interdisent de marcher avec son siècle : l'immobiliser dans sa routine, c'est la condamner à une fin prochaine. ».
En 1890, il épouse Thérèse Ordinaire (1864-1934), la fille du député républicain de Pontarlier, Dionys Ordinaire, dont la succession électorale, après sa mort, sera prise par son fils Maurice Ordinaire.
La fille unique d'André et de Thérèse, Odette Pelletan (1893-1961), épouse en 1920 l'homme politique Georges Bonnet, qui bénéficie grâce à elle d'un ancrage au cœur de l'« aristocratie républicaine ».
André Pelletan repose au cimetière des Bois de Saint-Georges-de-Didonne.

## Œuvres
- Traité de topographie, Paris 1883, réédité et augmenté en 1911
- Lever des plans et nivellement : opérations sur le terrain, opérations souterraines, nivellement de haute précision (avec Ch.-Léon Duran-Claye et Charles Lallemand), Paris 1889 Ouvrage disponible en ligne dans la bibliothèque électronique Gallica
- Compensation d'une triangulation, Paris, 1907
- De l'Eikonal, études d'optique géométrique, Tours, 1907
- La réforme de l'École polytechnique, Paris, 1908
- Optique appliquée. calcul des lentilles utilisées dans les appareils de précision, Paris, 1910